# АПР-2

АПР-2 «Ястреб-М» — авиационная противолодочная ракета для применения с самолетных и вертолетных противолодочных комплексов морской авиации ВМФ, представляющая собой модернизацию ракеты АПР-1 «Кондор» разработки ГСКБ-47.
Длина корпуса ракеты — 3,7 метра, диаметр корпуса — 0,35 метра, масса ракеты — 575 кг. Масса БЧ — 100 кг. Дальность подводного хода — 600 метров. Глубина хода — до 600 метров. Минимальная глубина моря — 80 метров. Двигатель — РДТТ. Вероятность поражения цели при среднеквадратической ошибке целеуказания 300—500 метров составляет 0,7-0,85. Боевая часть снаряжена взрывчатым веществом повышенной мощности.
После приводнения ракета «планирует» под водой по спирали с углом −17 градусов до глубины 150 метров, осуществляя поиск цели в пассивном режиме. Система самонаведения ракеты — гидроакустическая, с комбинацией корреляционно-фазового метода обработки гидроакустической информации с методом согласованной фильтрации и амплитудной селекции. Если цель не обнаружена, то запускается двигатель ракеты и продолжается поиск цели в активном режиме, причём система обнаружения и пеленгования нормально работает при запущенном двигателе.
Ракетой вооружаются самолёты и вертолёты противолодочной авиации — А-40  «Альбатрос», Ту-142М, Ка-27ПЛ, Ил-38.